# Tyrgowiszte (gmina)
Tyrgowiszte (bułg. Община Търговище) – gmina w północno-wschodniej Bułgarii, w obwodzie Tyrgowiszte.

## Miejscowości
Miejscowości wchodzące w skład gminy Tyrgowiszte:
- Aleksandrowo (bułg.: Александрово),
- Ałwanowo (bułg.: Алваново),
- Bajaczewo (bułg.: Баячево),
- Bistra (bułg.: Бистра),
- Bożurka (bułg.: Божурка),
- Bratowo (bułg.: Братово),
- Buchowci (bułg.: Буховци),
- Bujnowo (bułg.: Буйново),
- Cwetnica (bułg.: Цветница),
- Czerkowna (bułg.: Черковна),
- Dawidowo (bułg.: Давидово),
- Draganowec (bułg.: Драгановец),
- Drałfa (bułg.: Дралфа),
- Dyłgacz (bułg.: Дългач),
- Golamo Nowo (bułg.: Голямо Ново),
- Golamo Sokołowo (bułg.: Голямо Соколово),
- Gorna Kabda (bułg.: Горна Кабда),
- Koprec (bułg.: Копрец),
- Koszniczari (bułg.: Кошничари),
- Kralewo (bułg.: Кралево),
- Kryszno (bułg.: Кръшно),
- Lilak (bułg.: Лиляк),
- Łowec (bułg.: Ловец),
- Makariopołsko (bułg.: Макариополско),
- Makowo (bułg.: Маково),
- Miładinowci (bułg.: Миладиновци),
- Mirowec (bułg.: Мировец),
- Momino (bułg.: Момино),
- Nadarewo (bułg.: Надарево),
- Osen (bułg.: Осен),
- Ostrec (bułg.: Острец),
- Owczarowo (bułg.: Овчарово),
- Pajduszko (bułg.: Пайдушко),
- Pewec (bułg.: Певец),
- Podgorica (bułg.: Подгорица),
- Preselec (bułg.: Преселец),
- Presijan (bułg.: Пресиян),
- Presjak (bułg.: Пресяк),
- Probuda (bułg.: Пробуда),
- Prołaz (bułg.: Пролаз),
- Ralica (bułg.: Ралица),
- Razbojna (bułg.: Разбойна),
- Rosina (bułg.: Росина),
- Ruec (bułg.: Руец),
- Straża (bułg.: Стража),
- Syedinenie (bułg.: Съединение),
- Twyrdinci (bułg.: Твърдинци),
- Tyrgowiszte (bułg.: Търговище) – siedziba gminy,
- Tyrnowca (bułg.: Търновца),
- Wardun (bułg.: Вардун),
- Wasił Lewski (bułg.: Васил Левски),
- Zdrawec (bułg.: Здравец),